# Horst Schwab
Horst Schwab (* 7. August 1935 in Kirchheimbolanden; † 31. Juli 2017 in Kusel) war ein deutscher Maler, Bildhauer und Grafiker.

## Leben

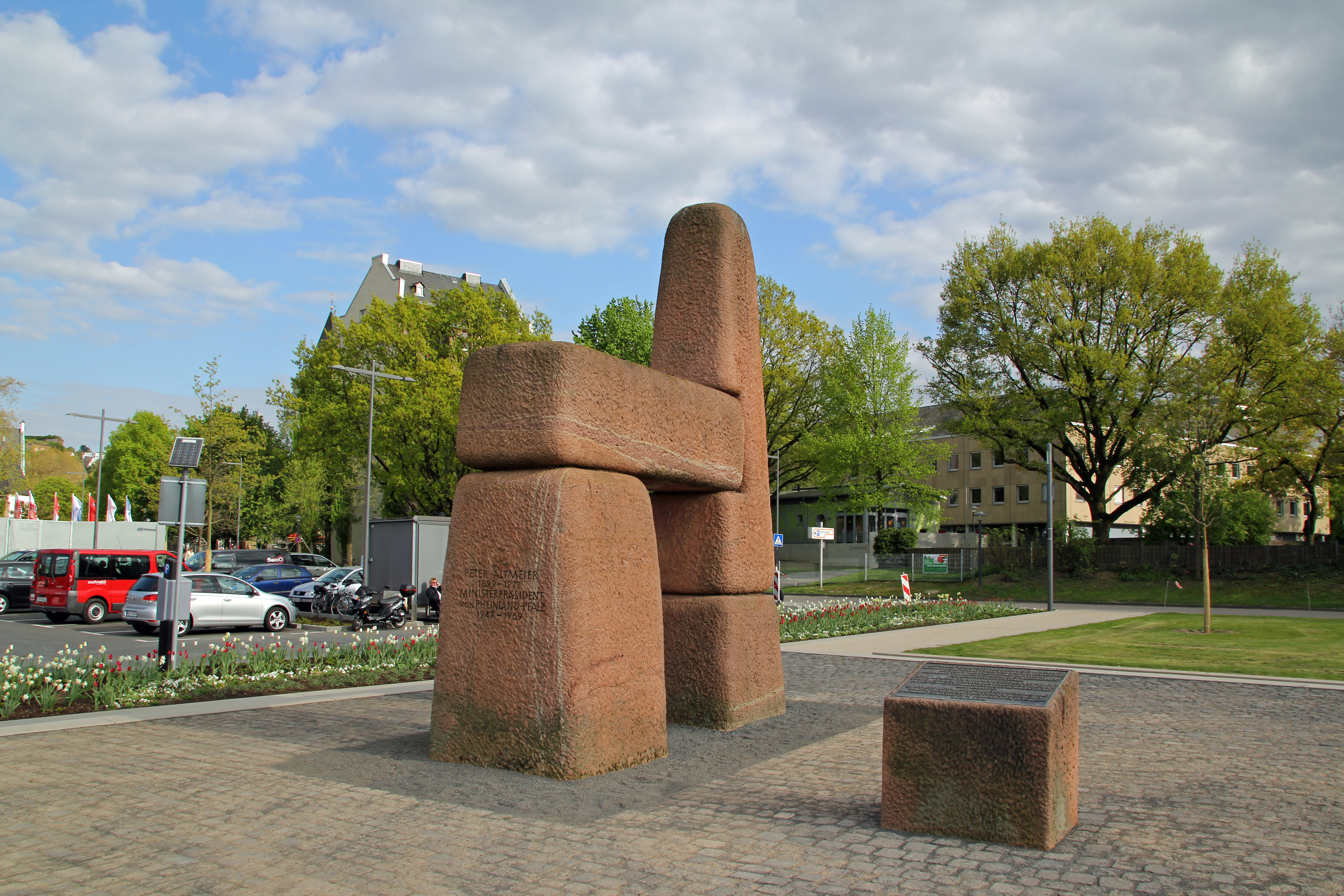
Das von Horst Schwab entworfene Peter-Altmeier-Denkmal in Koblenz, im April 2011

Horst Schwab studierte an der Johannes Gutenberg-Universität Mainz Kunsterziehung und Germanistik. Er wohnte seit 1966 in Kusel und arbeitete dort bis zu seiner Pensionierung 1995 als Kunsterzieher am Gymnasium in Kusel. Seit 1966 beteiligte er sich im In- und Ausland an verschiedensten Ausstellungen.

## Werk
Horst Schwab war in seinem künstlerischen Schaffen ein Wanderer zwischen den Gattungen. Das Charakteristische seiner Kunst ist das Übergreifende seiner Arbeiten.
Während seines Studiums beschäftigte er sich in erster Linie mit der Malerei. Dabei griff er allerdings bevorzugt bildhauerische Themen auf: blockhafte, plastische Figuren dominierten zunächst seine Bilder. In den 70er Jahren entfernte er sich sukzessiv vom Naturabbild, ohne es ganz zu verlassen. Die menschliche Figur wurde nun zur abstrakten Form und landschaftliche Elemente traten in den Vordergrund. Figur und Landschaft waren seine Themen.
Parallel zur Malerei entstanden immer wieder Grafiken. Dabei interessierten Schwab vor allem die verschiedenen Möglichkeiten, die das Hochdruckverfahren bietet. Hier war ebenso wie bei seinen Plastiken die Auseinandersetzung mit der menschlichen Figur vorherrschend, wobei er mit verschiedenen Werkstoffen experimentierte und auch fragmentarisch arbeitete.

## Kunst im öffentlichen Raum (Auswahl)
- 1981: Peter-Altmeier-Denkmal in Koblenz
- 1998: Entwurf des Glasfensters der Evangelischen Kirche, Altenglan

## Auszeichnungen
- 1973: Pfalzpreis für Malerei
- 1973: Goldmünze der Stadt Kusel[2]
- 1974: Verdienstmedaille des Landkreises Kusel
- 1981: 1. Preis Gestaltungswettbewerb Peter-Altmeier-Gedenkstätte, Koblenz
- 1994: Picasso-Medaille, Kunstpreis der Vereinigung Pfälzer Kunstfreunde
- 1994: Preis der Vereinigung Pfälzer Kunstfreunde

## Einzelausstellungen (Auswahl)
- 1968: KSK Kusel mit Helmut Wanschap
- 1972: Galerie Elitzer, Saarbrücken
- 1974: Naffouj Gallery, Landstuhl
- 1974: Galerie Röder, Kaiserslautern-Erlenbach
- 1974: Europäische Akademie Otzenhausen
- 1974: KSK Kusel
- 1977: Bildungshaus Maria Rosenberg, Waldfischbach-Burgalben
- 1979: Bürgerhaus Waldmohr
- 1982: Alte Schule, Hettenleidelheim
- 1982: Offiziersheim der Unteroffizier-Krüger-Kaserne, Kusel
- 1983: Galerie Melnikow, Heidelberg
- 1984: Galerie am Zwinger, St. Wendel
- 1985: Galerie im Lädchen, Meisenheim
- 1986: KVHS Ludwigshafen
- 1990: Uhlenberg-Galerie, Langwedel
- 1992: Kleiner Kunstbahnhof, Eschenau
- 1992: Göcseji Muzeum, Zalaegerszeg (Ungarn)
- 1994: Burg Lichtenberg, Kusel (Zum Kunstpreis der VPK)
- 1995: Kunstverein Neustadt/Weinstraße
- 1995: Villa Böhm
- 1995: Kahnweilerhaus, Rockenhausen
- 1996: Altes Rathaus, Schifferstadt
- 1998: Galerie Maison Charme, Zweibrücken
- 1999: Veldenz-Turm, Lauterecken
- 2000: Altes Rathaus, Dahn
- 2000: Stadt- und Heimatmuseum Kusel
- 2000: Evangelische Kirche, Kusel